# 江边街道
江边街道，是中华人民共和国江西省鹰潭市月湖区下辖的一个乡镇级行政单位。

## 行政区划
江边街道下辖以下地区：
公园社区、杏南社区、山背社区、赵家弄社区、立新社区、金谷园社区、江北社区、东风巷社区和解放路社区。